# ZuPaPa!
ZuPaPa! est un jeu vidéo de plates-formes développé par Face et édité par SNK en 2001 sur Neo-Geo MVS (NGM 070),,. Le jeu est resté longtemps à l’état de prototype avant de sortir en 2001.